# Ludwig Karl von Kalckstein

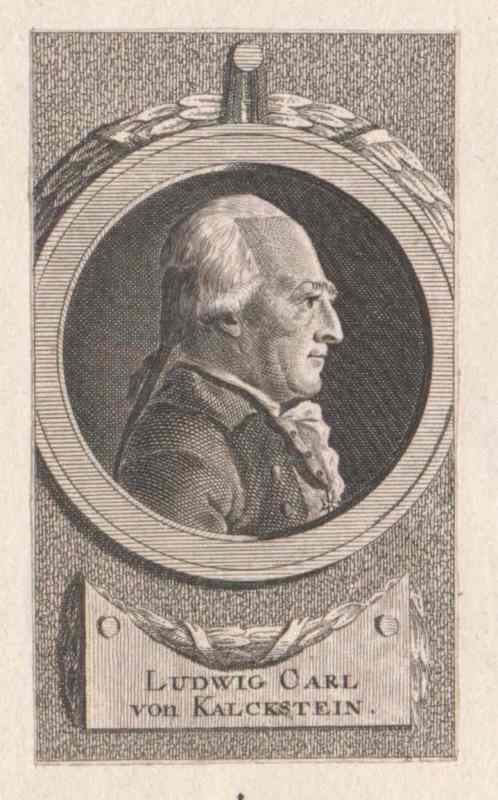
Ludwig Karl von Kalckstein (1725–1800)

Ludwig Karl von Kalckstein (* 10. März 1725 in Berlin; † 12. November 1800 in Magdeburg) war ein preußischer Generalfeldmarschall und zuletzt Chef des gleichnamigen Infanterieregiments sowie Gouverneur von Magdeburg. Außerdem war er Ritter des Johanniterordens und Domherr im Stift von Magdeburg.

## Leben

### Herkunft
Ludwig Karl war der jüngste Sohn der späteren preußischen Generalfeldmarschalls Christoph Wilhelm von Kalckstein und dessen Ehefrau Christophera Erna Lukretia Brandt von Lindau (* 24. September 1700; † 25. Januar 1729). 

### Militärkarriere
Er wuchs in seinem Elternhaus auf, war Kadett in Berlin und kam auf Wunsch seines Vaters 1742 zur Preußischen Armee. Seine Feuertaufe erhielt er bei der Schlacht bei Chotusitz als Adjutant seines Onkels. Sein mutiges Verhalten bei dieser Schlacht fiel dem Generalfeldzeugmeister von Schmettau auf. Auf dessen Anraten wurde Kalckstein bereits 1744 Fähnrich im Infanterieregiment seines Vaters. Im gleichen Jahr marschierte er mit der Armee nach Böhmen, wo er bei der Belagerung von Prag teilnahm und anschließend mit der Armee von Leopold von Anhalt-Dessau in Oberschlesien einfiel. 1745 kämpfte er wieder als Adjutant an der Seite seines Vaters in den Schlachten von Hohenfriedberg, der Schlacht von Soor und bei der Schlacht von Hennersdorf.
Nach dem Frieden von Dresden kam er nach Berlin und wurde Seconde-Lieutenant. 1747 versetzte man ihn nach Preußen zum Regiment Nr. 16 und er wurde dort 1752 zum Premierleutnant befördert. Am Siebenjährigen Krieg nahm Kalckstein in der Armee von Lehwaldt als Offizier teil und überlebte auch die Schlacht bei Groß-Jägersdorf. Im Anschluss daran wurde sein Regiment nach Schwedisch-Pommern verlegt, dort nahm er auch noch an den Kämpfen um Demmin teil.
1758 kam er als Kapitän zum Freibataillon von Hordt. Generalleutnant von Manteufel wurde dort auf sein Kampfgeschick aufmerksam und empfahl dem König ihn zum Major zu befördern. Danach setzte Kalckstein seine Offizierslaufbahn in der Armee von General von Manteuffel in Schwedisch-Pommern fort. Bei dem schwedischen Angriff auf die Brücke von Anklam wurde der in Verteidigungsstellung befindliche Major erstmals gefangen genommen. Bereits nach 14 Tagen endete seine Kriegsgefangenschaft und er wurde ausgetauscht. Danach wurde er mit weiteren Verhandlungen zum Gefangenenaustausch beauftragt. Später war er bei Taschenberg in der Uckermark in weitere schwere Kämpfe mit den Schweden verwickelt, als die schwedische Reiterei eine preußische Kompanie von 132 Mann unter Kalckstein stellen konnte. Erst nachdem bereits 53 Männer verwundet und gefallen waren, ergab sich der Major erneut. Auch diese Kriegsgefangenschaft war eher kurz, bereits nach wenigen Monaten wurde Kalckstein ausgetauscht.
Er setzte seine militärische Karriere unter dem Regiment Eugen von Württemberg fort, der zu dieser Zeit die Preußische Armee in Pommern kommandierte. Kalckstein war bei der Armee der Kommandeur eines Bataillons, das aus allen Feldregimentern gebildet wurde. Mit diesem Bataillon kämpfte er u. a. vor Kolberg. Nachdem das Bataillon wieder aufgelöst worden war, übernahm er ein Grenadierregiment, das aus den Grenadieren der Regimenter Nr. 13 (Syburg) und Nr. 26 (Linden) zusammengestellt worden war. Mit diesem Regiment zog er 1761 nach Mecklenburg und stürmte damit Malchin am 23. Dezember 1761. Nachdem die Russen und Schweden Frieden geschlossen hatten, kam er 1762 zur Armee von Prinz Heinrich zu dem Korps von General Seydlitz. Die Armee zog unter der Führung der Generäle Seydlitz und Kleist nach Böhmen. Das Regiment Kalckstein führte den ersten Angriff auf die Teplitzer Höhe, es verlor dabei 270 Mann (2. August 1762). Kalckstein, dem das Pferd weggeschossen wurde, geriet abermals in Gefangenschaft. Nach zwei Monaten wurde er durch Vermittlung seines finanzkräftigen Gönners Prinz Heinrich wieder ausgetauscht. Er kam nach Oschatz, wo sein Bataillon mittlerweile stationiert war.
Nach dem Frieden führte er das Regiment persönlich nach Berlin, wo es aufgelöst wurde und die Grenadiere wieder zu ihren ursprünglichen Regimentern zurückkehrten. im April 1763 wurde er Kommandeur des zweiten Bataillon im Regiment von Prinz Heinrich. Am 1. Oktober 1764 wurde er zum Johanniter-Ritter geschlagen, weitere Beförderungen gab es 1767 zum Oberstleutnant und 1771 zum Oberst. Im Jahr 1772 wurde er Kommandeur des Regiments. Am 2. April wurde ihm die obere Verantwortung das Regiment Nr. 20 übertragen. Im Bayerischen Erbfolgekrieg wurde er wieder der Armee von Prinz Heinrich zugeordnet. Kalckstein führte die Avantgarde aus fünf Grenadierbataillonen. 1779 kehrte er in sein Quartier in Magdeburg zurück. 1784 bat er um seine Entlassung, die ihm auch gewährt wurde. König Friedrich Wilhelm II. gab ihm die Präbende im Stift von Magdeburg zudem wurde er zum Generalleutnant ernannt mit Patent von 6. März 1786 und Chef des Regiments Nr. 28.
Er wurde im Jahr 1789 Gouverneur von Magdeburg und erhielt als Chef das dortige Regiment Nr. 5. Am 26. September 1790 wurde ihm der Schwarze Adlerorden verliehen. Nach dem Tod des Herzogs Ferdinand von Braunschweig Domdechant von Magdeburg ernannte man ihn am 6. Januar 1794 zum General der Infanterie und endlich dann am 21. Mai 1798 zum Generalfeldmarschall. 1800 verstarb er in Magdeburg und wurde im hiesigen Dom bestattet.

### Familie
Kalckstein war seit dem 23. Mai 1764 mit Henriette Anguste von Borcke (* 14. Februar 1745; † 23. März 1792 in Magdeburg) verheiratet. Sie war die Tochter des Staatsministers Friedrich Wilhelm von Borcke. Nach ihrem Tod heiratete er am 25. Februar 1795 in Magdeburg Ferdinande Adolphine Henriette Eleonore Sophie, verwitwete von Meyerinck, geborene von Biedersee (* 28. März 1764 in Berlin; † 3. April 1820 ebenda). Heinrich Eugen von Meyerinck wurde damit sein Stiefsohn. Kalckstein hinterließ keine eigenen Kinder.